# 李懿 (嘉靖進士)
李懿（1516年—1587年），字美卿，號省斋，直隸河間府景州吳橋縣人，民籍，明朝政治人物。

## 生平
嘉靖十六年（1537年）順天府鄉試第七十二名舉人。嘉靖二十三年（1544年）中式甲辰科會試第一百五十二名，登第二甲第八名進士。初授扬州府泰州知州，赴任三日，即丁母忧归。服除，补陕西同州知州，擢升南京户部陕西司员外郎，晋贵州司郎中，出为漢中府知府，任满三载，官至陕西西宁道兵备副使。萬曆十五年卒，享年七十二，以孫李天经貴，贈中大夫光禄寺卿。著有《三皇五帝紀》、《列国世家》、《击缶集》、《省斋文集》。

## 家族
曾祖李興；祖父李旻，壽官；父李順（1478年-1559年），字孝復，號存耕居士，壽官贈中憲大夫漢中府知府。母于氏（？-1544年），贈恭人。具庆下。從兄李時，省祭官；尚絅；尚仁，俱歲贡生；李桐，贡士；李栋，监生；文學；文舉。